# Ozama
Il fiume Ozama è un fiume della Repubblica Dominicana. Nasce nella Loma Siete Cabezas, possiede un bacino di 2.686 chilometri quadrati e sfocia nel mar dei Caraibi, presso la città di Santo Domingo, dopo un percorso di circa 148 km.
Nei pressi della foce divide la capitale dominicana in due comuni: Santo Domingo e Santo Domingo Este.

## Inquinamento
Il fiume Ozama è conosciuto per essere uno dei fiumi più inquinati dell'intera Repubblica Dominicana, dovuto a scarsa attenzione al rispetto dell'ambiente da parte delle autorità. Gran parte dell'inquinamento è anche dovuto alle barche affondate ed alle immondizie gettate nell'alveo. È anche uno dei fiumi dominicani con maggiore portata.
Boyan Slat e la sua organizzazione   
The Ocean Cleanup sta ripulendo il fiume con un'imbarcazione all'avanguardia, creata per la navigazione dei corsi d'acqua.